# Disenchanted
Disenchanted (bra: Desencantada; prt: Uma História de Encantar 2) é um filme americano em live-action/animação do gênero comédia romântica e fantasia musical dirigido e coescrito por Adam Shankman como uma sequência do filme de 2007, Encantada. Amy Adams, Patrick Dempsey, James Marsden e Idina Menzel reprisam seus papéis do primeiro filme, com Gabriella Baldacchino substituindo Rachel Covey. Eles são acompanhados por Maya Rudolph, Yvette Nicole Brown, Jayma Mays e Oscar Nunez.
Alan Menken e Stephen Schwartz retornam como compositores do filme, e Menken novamente compõe a trilha. Adams também atua como produtora do filme, ao lado de Barry Josephson e Barry Sonnenfeld.
Disenchanted foi lançado mundialmente a 24 de novembro de 2022 como um filme exclusivo Disney+.

## Sinopse
Quinze anos depois de seu felizes para sempre, Giselle, Robert e Morgan se mudam para uma nova casa no subúrbio de Monroeville. A comunidade é supervisionada por Malvina Monroe, que tem intenções nefastas para a família. Quando surgem problemas, Giselle deseja que suas vidas sejam o conto de fadas perfeito. O feitiço sai pela culatra, com Giselle correndo para salvar sua família e sua terra natal do Reino de Andalasia antes do relógio bater meia-noite.

## Elenco
- Amy Adams como Giselle Philip
- Patrick Dempsey como Robert Philip[6]
- James Marsden como Príncipe Edward[7]
- Idina Menzel como Nancy Tremaine[7]
- Yvette Nicole Brown como Rosaleen[8]
- Jayma Mays como Ruby[8]
- Maya Rudolph como Malvina Monroe[8]
- Kolton Stewart[9] como Christ, filho de Malvina[10]
- Oscar Nunez[10] como Edgar[10]
- Gabriella Baldacchino como Morgan Philip.[10] Baldacchino substitui Rachel Covey do primeiro filme.

Também aparecem com papéis não revelados Ann Harada, Michael McCorry Rose e James Monroe Iglehart.

## Produção

### Desenvolvimento
Em fevereiro de 2010, a Variety informou que a Walt Disney Pictures planejava filmar uma sequência de Encantada (2007) com Barry Josephson e Barry Sonnenfeld produzindo novamente. Jessie Nelson foi contratada para escrever o roteiro e Anne Fletcher para dirigir. A Disney esperava que os membros do elenco do primeiro filme retornassem e para um lançamento já em 2011.
Em 12 de janeiro de 2011, o compositor Alan Menken foi questionado sobre a sequência em uma entrevista, à qual ele respondeu:

Já ouvi coisas, mas ainda não há nada. Eu não sei muito sobre o que está acontecendo com isso. Honestamente, eu não sei o que o estúdio quer fazer a seguir. Presumo que haverá alguns projetos futuros para eu trabalhar. Eu amo fazer isso, eu realmente amo. Mas não estou frustrado por não ser um deles. No momento eu tenho um monte de coisas acontecendo no palco e estou ocupado o suficiente com isso, então eu realmente não preciso de mais no meu prato.
Mais tarde naquele ano, em 28 de março, James Marsden, que interpretou o Príncipe Edward no primeiro filme, foi questionado sobre a sequência:

Não sei. Eu acho que o relógio está correndo. Amy Adams e eu estamos dizendo: "Se houver uma sequência, não vamos ficar mais jovens". Já que interpretamos personagens animados sem idade. Espero que sim. Isso foi algo realmente especial e eu adoraria voltar e fazer outro. Ouvi as mesmas coisas que você. Há um roteiro por aí em algum lugar e se fala dele, mas nunca acredito até ver o roteiro e saber que estamos fazendo aquele filme. Então eu não sei. Muitos ovos naquela cesta.
Em julho de 2014, a Disney contratou os roteiristas J. David Stem e David N. Weiss para escrever o roteiro para a sequência e também contratou Fletcher para dirigir o filme. Em outubro de 2016, o The Hollywood Reporter anunciou que Adam Shankman entrou em negociações para dirigir a sequência, intitulada Disenchanted, com Amy Adams reprisando seu papel; e que as filmagens estavam programadas para começar no verão de 2017. Em janeiro de 2018, Shankman afirmou que o roteiro da sequência seria concluído dentro de algumas semanas e o próximo passo seria escrever a música. Ele também disse que o filme apresentaria mais músicas do que o original, mas a mesma quantidade de animação.
Em 21 de maio de 2019, Menken disse que o filme ainda não tinha recebido sinal verde pela Disney, pois os escritores ainda estavam "tentando acertar o roteiro". Em 28 de fevereiro de 2020, Schwartz disse que as reuniões sobre o filme ocorreram em Londres e revelou que Shankman também seria roteirista do filme.
Em dezembro de 2020, no Disney Investor Day, o presidente de produção da Disney Studios, Sean Bailey, anunciou oficialmente a sequência. Alegadamente, foi o trabalho de Brigitte Hales, a escritora mais recente do projeto, que teve a sequência aprovada após 13 anos.

#### Pré-produção
Em março de 2020, Disenchanted entrou em pré-produção, com Shankman ainda definido para dirigir o filme. Devido à pandemia de COVID-19, a pré-produção do filme estava sendo feita remotamente. Em dezembro de 2020, foi revelado que a Disney contratou Brigitte Hales, Richard LaGravenese, Scott Neustadter e Michael H. Weber para trabalharem no roteiro do filme. Em janeiro de 2021, Patrick Dempsey disse ao Good Morning America que havia planos para iniciar a produção do filme na primavera daquele ano.

#### Escalação do elenco
No evento Disney Investor Day, foi anunciado que Amy Adams retornaria como Giselle. Mais tarde, em dezembro de 2020, foi anunciado que Patrick Dempsey retornaria como Robert Philip. Dempsey confirmou a notícia no início de janeiro de 2021 durante sua entrevista ao Good Morning America. Em uma entrevista à Variety no final de abril, Dempsey também revelou que ele estaria cantando no filme. Em março de 2021, o compositor Alan Menken confirmou que James Marsden e Idina Menzel também retornariam como Príncipe Edward e Nancy Tremaine, respectivamente.
Em abril de 2021, Maya Rudolph, Yvette Nicole Brown e Jayma Mays se juntaram ao elenco como novas personagens. Rudolph estaria supostamente interpretando a antagonista central da sequência, enquanto Brown e Mays estariam interpretando vilãs também.
Em 17 de maio de 2021, a Disney anunciou via Twitter que Gabriella Baldacchino estrelaria como Morgan Philip, acompanhado pelos novos membros do elenco Kolton Stewart e Oscar Nunez. Baldacchino substituiu Rachel Covey, que interpretou Morgan no primeiro filme.

#### Filmagens
As filmagens estavam previstas para começarem em 3 de maio de 2021 em Los Angeles, Califórnia.
Em 23 de abril de 2021, foi relatado que as filmagens começariam na Irlanda no verão e terminariam em agosto. O filme seria parcialmente filmado em Enniskerry, onde um set estava sendo construído em 1º de maio de 2021, enquanto outros locais esperados incluíam Wicklow e Dublin. Em 6 de maio de 2021, Adams confirmou no Instagram que havia chegado à Irlanda para começar a filmar o filme. As filmagens começaram oficialmente em 17 de maio de 2021. Em 8 de julho de 2021, James Marsden e Idina Menzel chegaram a Dublin. As filmagens na Irlanda foram concluídas em 22 de julho de 2021.
Em 28 de março de 2022, refilmagens estavam em andamento em Buckinghamshire, Inglaterra, devido à recepção mista em uma exibição teste. As refilmagens também ocorreram na cidade de Nova York e foram concluídas em abril.

## Música
Em março de 2018, o diretor Adam Shankman revelou que Alan Menken e Stephen Schwartz retornariam do primeiro filme para escreverem músicas para a sequência. Em março de 2020, Menken revelou que havia começado a trabalhar na música do filme. Em abril de 2020, Menken disse que ele e Schwartz estavam escrevendo as músicas do filme.
Em maio de 2021, Schwartz disse que o filme teria sete músicas e reprises, incluindo duas músicas para Nancy, interpretada por Menzel, cuja música no primeiro filme foi cortada.

## Lançamento
Disenchanted foi lançado exclusivamente no Disney+ a 24 de novembro de 2022.